# Giovani, pazzi e svitati
Giovani, pazzi e svitati (Can't Hardly Wait) è un film del 1998 diretto da Harry Elfont e Deborah Kaplan.
Commedia adolescenziale statunitense avente per protagonisti Jennifer Love Hewitt ed Ethan Embry, e che vede la partecipazione, anche se solo con dei cameo, di molti attori popolari quali Breckin Meyer, Jenna Elfman, Selma Blair, Clea DuVall, Donald Faison e Jerry O'Connell.

## Trama
Preston è da sempre innamorato di Amanda, la bella della scuola, ma non trova mai il coraggio di rivelarle i suoi sentimenti; la sua ultima chance è alla festa di fine anno scolastico.